# Djebel Refaa
Djebel Refaa är ett berg i Algeriet.   Det ligger i provinsen Batna, i den norra delen av landet, 290 km sydost om huvudstaden Alger. Toppen på Djebel Refaa är 2 112 meter över havet.
Terrängen runt Djebel Refaa är huvudsakligen lite bergig. Runt Djebel Refaa är det ganska tätbefolkat, med 93 invånare per kvadratkilometer. Närmaste större samhälle är Merouana, 8,7 km nordost om Djebel Refaa. Omgivningarna runt Djebel Refaa är i huvudsak ett öppet busklandskap.